# Liste der Wappen im Bezirk Krems-Land
Diese Liste beinhaltet – geordnet nach der Verwaltungsgliederung – alle in der Wikipedia gelisteten Wappen des Bezirks Krems-Land (Niederösterreich). In dieser Liste werden die Wappen mit dem Gemeindelink angezeigt. Die Fußnoten verweisen auf die Blasonierung des entsprechenden Wappens.

## Bezirk Krems-Land

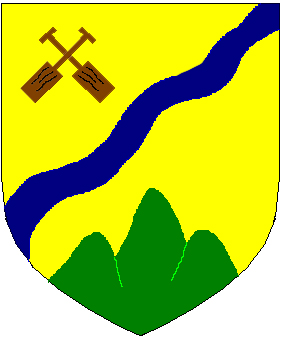
Aggsbach
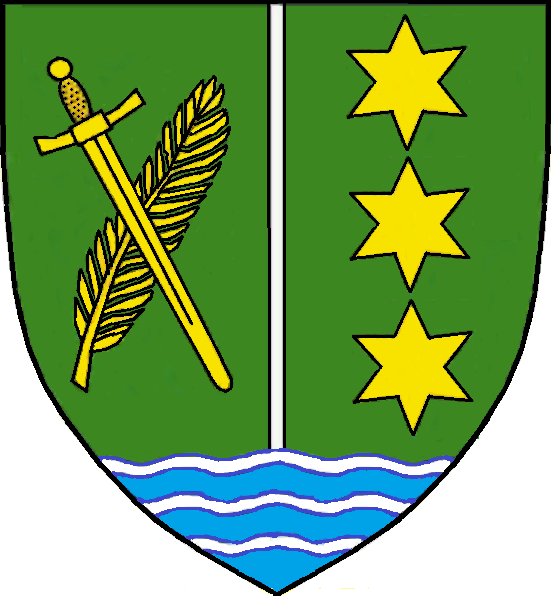
Albrechtsberg an der Großen Krems
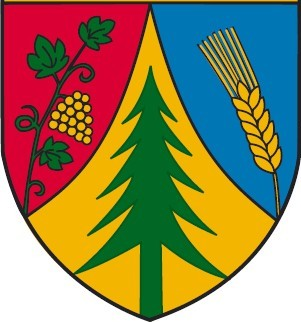
Bergern im Dunkelsteinerwald
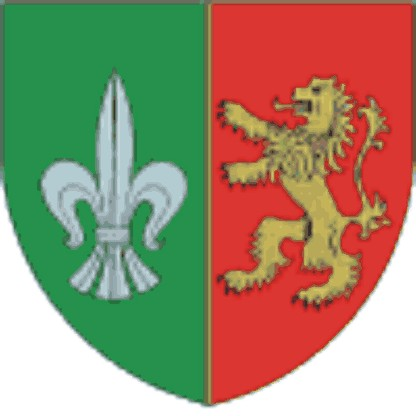
Droß
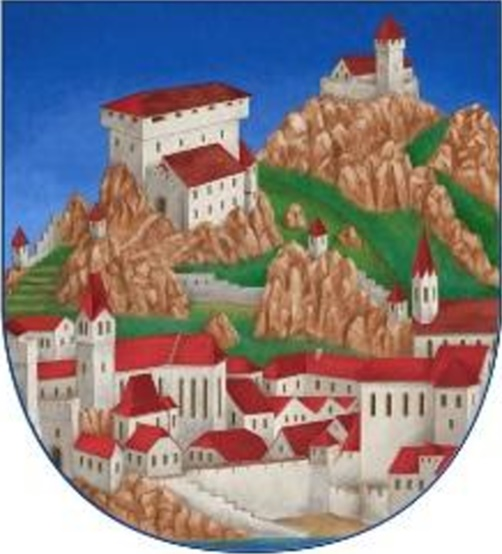
Dürnstein
Furth bei Göttweig
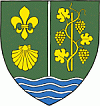
Gedersdorf
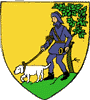
Gföhl
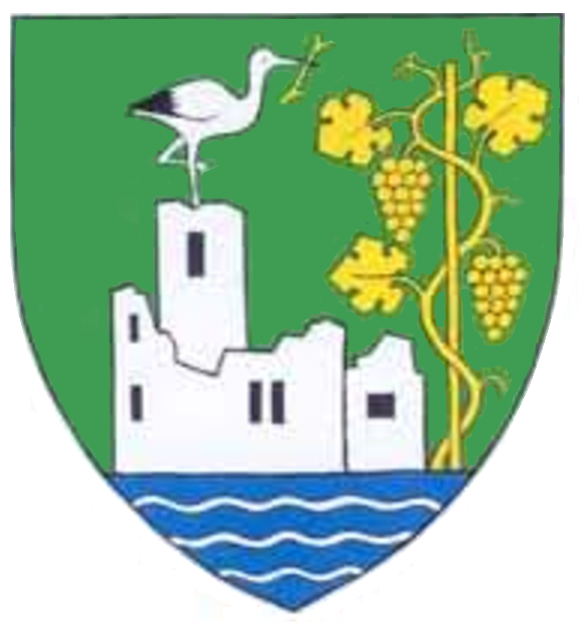
Grafenegg
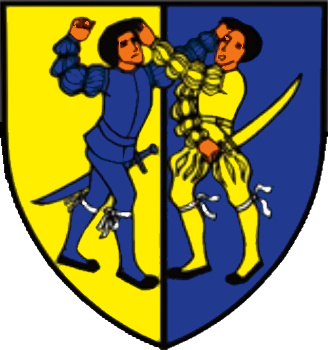
Hadersdorf-Kammern
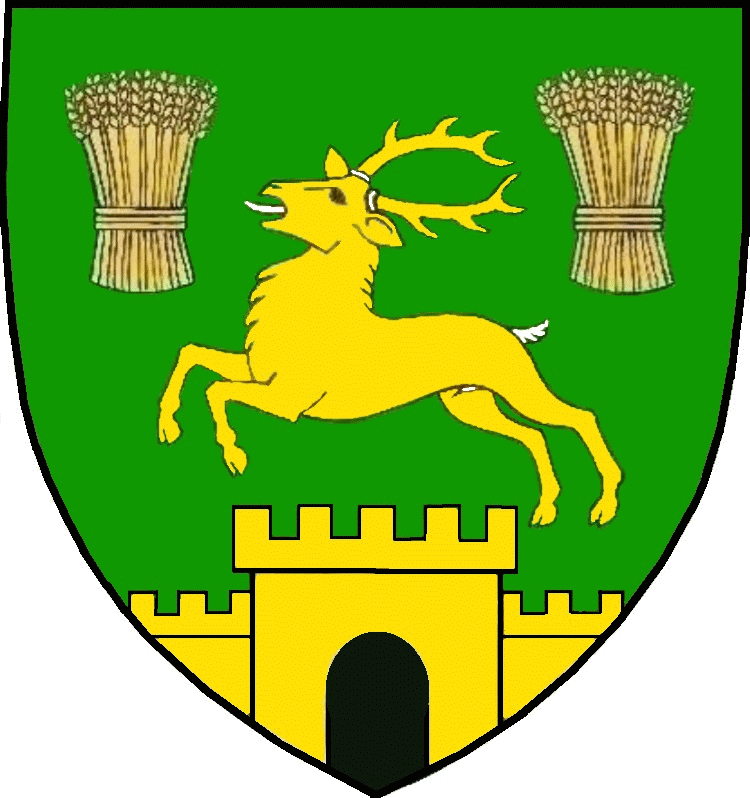
Jaidhof
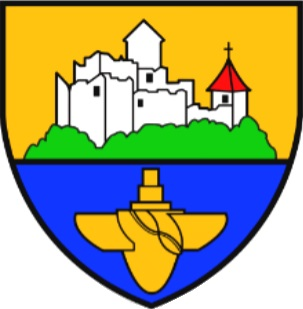
Krumau am Kamp
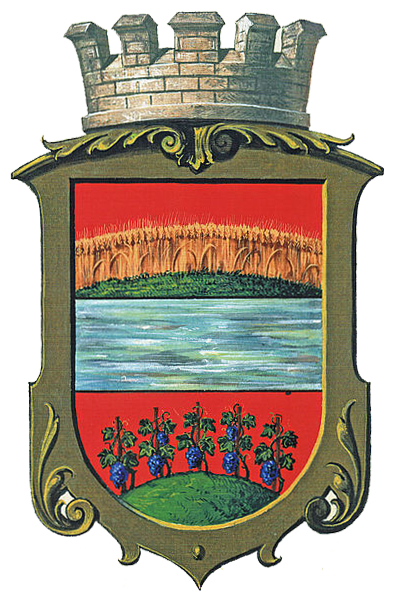
Langenlois
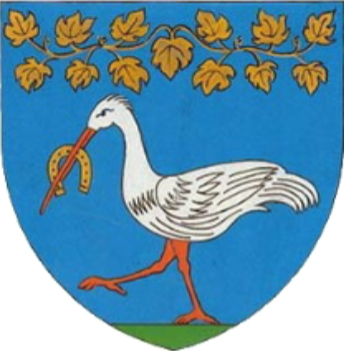
Lengenfeld
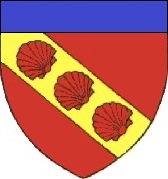
Lichtenau im Waldviertel
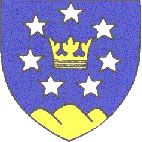
Maria Laach am Jauerling
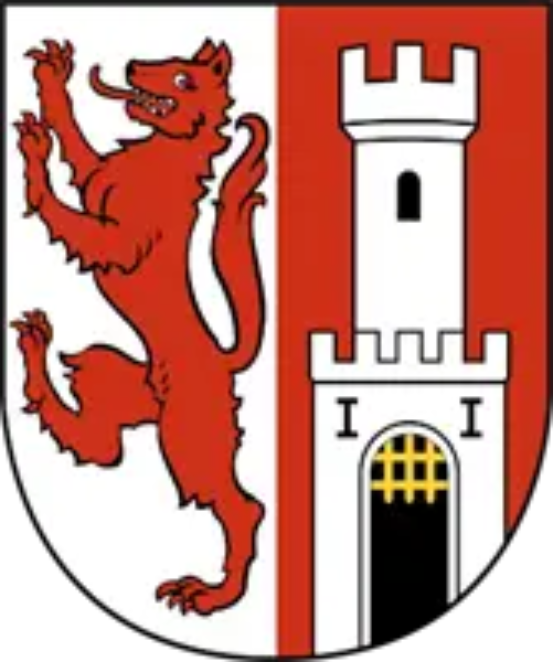
Mautern an der Donau
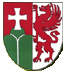
Mühldorf
Paudorf
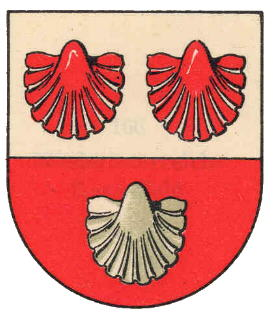
Rastenfeld
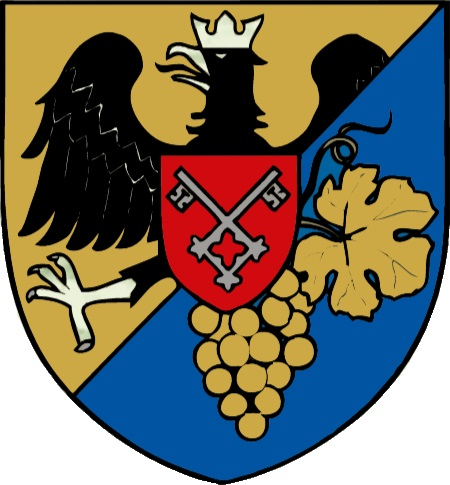
Rohrendorf bei Krems
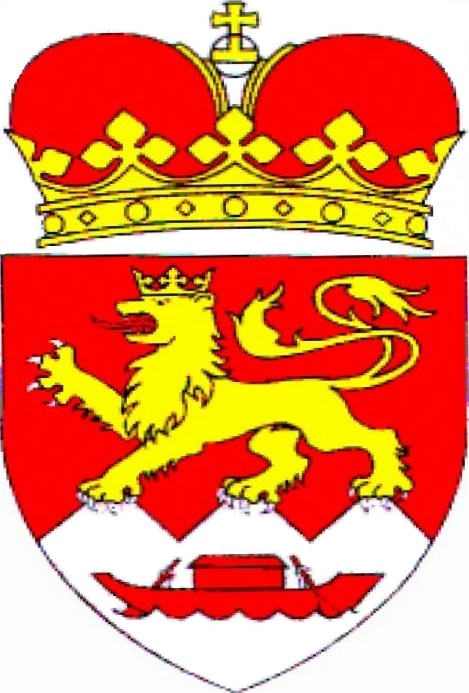
Rossatz-Arnsdorf
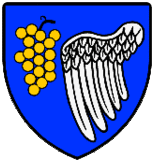
Schönberg am Kamp
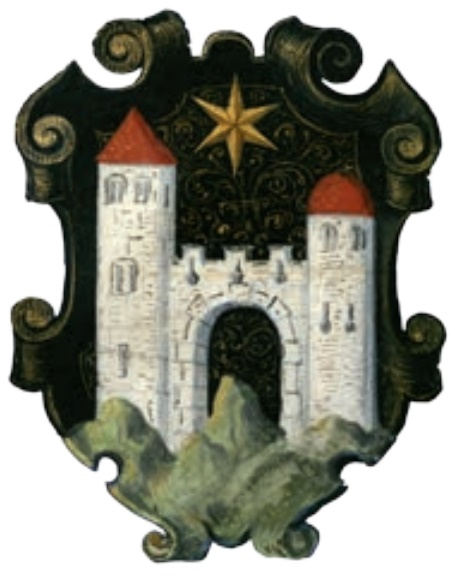
Senftenberg
Spitz
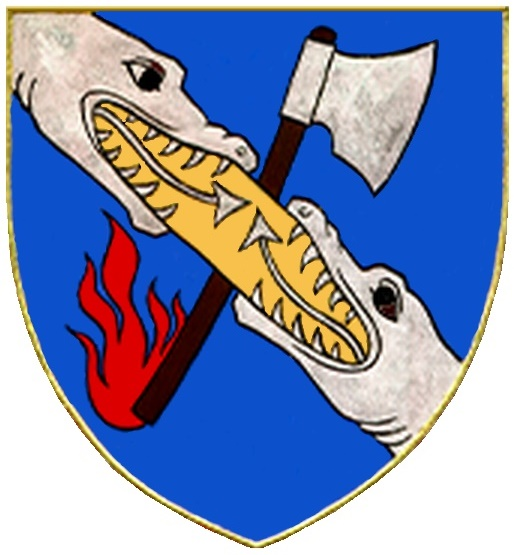
St. Leonhard am Hornerwald
Straß im Straßertale
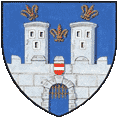
Stratzing
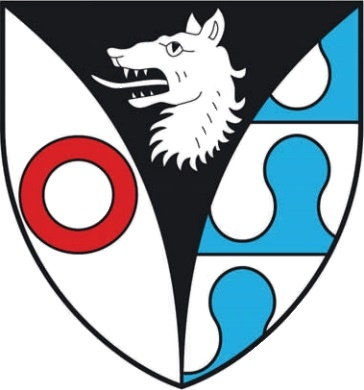
Weinzierl am Walde
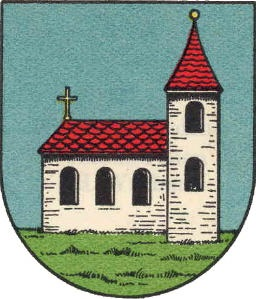
Weißenkirchen in der Wachau

## Blasonierungen
1. ↑  Bergern im Dunkelsteinerwald: Im Schild eine mit einem grünen Nadelbaum belegte, aufwärtszeigende, geschweifte, goldene Spitze, die vorne von einer in einem roten Feld befindlichen goldenen Weinranke mit ebensolcher Traube und hinten von einer in einem blauen Feld befindlichen goldenen Ähre begleitet wird.
2. ↑  Gedersdorf: Ein grüner Schild, über geflutetem blauem Schildfuß mit vier silbernen Wellenleisten durch eine silberne Leiste gespalten, rechts übereinander eine goldene Jakobsmuschel und eine goldene heraldische Lilie, links ein goldener Weinstock mit drei Trauben und drei Blättern.
3. ↑  Langenlois: Ein roter, der Quere nach von einem natürlichen Bache durchzogener Schild. In seinem oberen Teile ein flacher, grün begraster, von einem natürlichen Kornfelde bestandener Berg. Im unteren Schildesteile erhebt sich aus dem Fußrande ein grüner Weinberg. Auf dem Hauptrande des von einer ornamentierten bronzefarbenen Einfassung umgebenen Schildes ruht eine silberne Mauerkrone mit fünf sichtbaren Zinnen.